# Икономика на Кипър
Стопанство на Кипър: БВП 9,7 млрд. USD (2000); селско стопанство 6,3%, промишленост 22,4%, услуги 71,3%.
Пшеница, ечемик, картофи, бобови култури, тютюн, маслини, грозде, зеленчуци. Едър и дребен рогат добитък, свине. Бубарство, риболов.
Добив на мед, желязо, хром, азбест, сол, гипс. Хранително-вкусова, текстилна, обувна, шивашка промишленост, занаяти. Туризъм.
Няма жп линии, 13 013 км шосета, 22,9 млн. бр.р.т. търговски флот (кораби на 33 държави плават под флага на Кипър), 15 летища (2000).
Главни пристанища: Кирения, Ларнака, Лимасол, Фамагуста, Василикос, Пафос.